# Средиземноморска зеленушка
Средиземноморската зеленушка (Symphodus mediterraneus) е вид лъчеперка от семейство Labridae.

## Разпространение
Видът е разпространен в Албания, Алжир, Гибралтар, Гърция, Египет, Западна Сахара, Израел, Испания, Италия, Кипър, Либия, Ливан, Малта, Мароко, Монако, Португалия, Сирия, Словения, Тунис, Турция, Франция, Хърватия и Черна гора.